# 小野義德
小野義德（？—）是一名日本的遊戲設計師，前卡普空執行董事。他從《街头霸王IV》开始擔任该系列的执行制作人。

## 經歷
1994年進入卡普空。曾負責音響工作、也擔任美國漫畫的交涉人員之後成為製作人。之後擔任CS開發統括副統括兼東京制作部部長。
不但在《快打旋風X鐵拳》的活動中cosplay春麗、也演出過南夢宮萬代的《TEKKEN 3D PRIME EDITION》的特別映像、以有著搞笑獨特的言行而廣為人知。
由於面貌與身材都長得像台灣藝人納豆，所以被台灣網友笑稱為日本納豆，本人也多次對台灣媒體談到此事。
2020年3月，根据卡普空财报，小野义德不再担任公司执行董事、CS第二開發統括兼第二编成部長、电子竞技业务部门负责人，而仅担任卡普空电子竞技执行制作人一职。
2020年8月，小野义德在向《街头霸王》玩家的公告中宣布自己将在2020年夏天从卡普空离职。。之後9月正式從卡普空離開。
2021年4月27日，由日本DELiGHTWORKS公司宣布小野將從5月1日起擔任公司的公司代表取締役社長的職務。。
2022年2月1日，出任由元日本DELiGHTWORKS遊戲部門事業創立的Lasengle Inc.公司之代表取締役社長一職。

## 主要作品
- 快打旋風ZERO系列系列（音響工作）
- 快打旋風III系列（音響監督・音響製作人）
- Chaos Legion
- 羅馬之影
- CAPCOM FIGHTING Jam
- 新 鬼武者 DAWN OF DREAMS
- 魔物獵人Frontier Online
- 快打旋風IV系列
- 快打旋風 X 鐵拳

## 關連人物
- 岡本吉起
- 原田勝弘

## 備註
1. ↑  . 卡普空.   [2011-09-16]. （原始内容存档于2019-06-09）.
2. ↑  . 任天堂. 2011-02-24  [2011-09-16]. （原始内容存档于2020-12-15）.
3. ↑  . 法米通.com. 2010-08-20  [2011-09-16]. （原始内容存档于2019-06-11）.
4. ↑  . tekkenchannel(YouTube).   [2011-09-16]. （原始内容存档于2020-11-01）.
5. ↑  . 2011-02-21  [2011-09-24]. （原始内容存档于2011-02-22）.
6. ↑  Notice of Resignation of a Director and Announcement of Personnel Changes （页面存档备份，存于）.Capcom.2020-03-06.[2020-08-10].
7. ↑  Yoshinori Ono announces resignation from Capcom, “new generation” will take care of Street Fighter （页面存档备份，存于）.TheSixthAxis.202-08-09.[2020-08-09].
8. ↑  . 2021-04-27  [2021-04-27]. （原始内容存档于2021-04-27）.
9. ↑  . Saiga NAK.   [2022-02-02]. （原始内容存档于2023-10-16） （中文（繁體））.

## 外部連結
- 小野義德的X（前Twitter）
- 小野義德在互联网电影资料库（IMDb）上的資料（英文）